# 8523 Bouillabaisse
A 8523 Bouillabaisse (ideiglenes jelöléssel 1992 PX) a Naprendszer kisbolygóövében található aszteroida. Eric Walter Elst fedezte fel 1992. augusztus 8-án.